# Tinet Elmgren
Tinet Elmgren, ursprungligen Bavautdin, född 19 april 1981 i Gislaved, är en svensk-finsk-tysk serieskapare och formgivare. Hon står bakom seriefanzinet Tunguska och serier som Drivgods och Eva. Sedan 2007 bor Elmgren i Berlin.
Elmgren albumdebuterade 2009 med Eva: Asbesthjärtan på förlaget Epix. 2012 gavs hennes långa följetongsserie Drivgods ut i ett tjockt samlingsalbum. Båda verken delar vissa seriefigurer men utspelas i parallellvärldar, vagt påminnande om Östeuropa eller Asien. De är i vid mening äventyrsserier men berättade ur ett personligt och kontemplerande perspektiv, inte helt olikt den italienska Corto Maltese.
2016 publicerades albumet Sockerärter. Det är hennes första seriealbum i färg och har som seriefigurer antropomorfa grisar.

## Biografi

### Uppväxt
Tinet Elmgren föddes 1981 i Gislaved i Småland, och delar av uppväxten tillbringades i Tyskland och Finland. Hon har delvis romska och tatariska släktrötter, och hennes serieproduktioner utspelas oftast i en svårbestämbar värld med östeuropeiska eller asiatiska drag.

### Drivgods, Eva och Tunguska
Tinet Elmgren började göra serier i ungdomsåren och är helt självlärd som serietecknare. Den episka serieberättelsen Drivgods började hon med när hon var femton år, enligt egen utsago delvis med syftet att lära sig teckna serier. Som specialarbete i gymnasiet gjorde hon ett seriefanzin, och där publicerades den första korthistorien med serien Eva, en sidoserie med en av figurerna från Drivgods. Eva är en prostituerad ryska (vit kvinna av kosacksläktet) som verkar utifrån en statlig bordell i en eklektiskt eurasiatisk stad med drag av både Kanton, Berlin och Östeuropa.

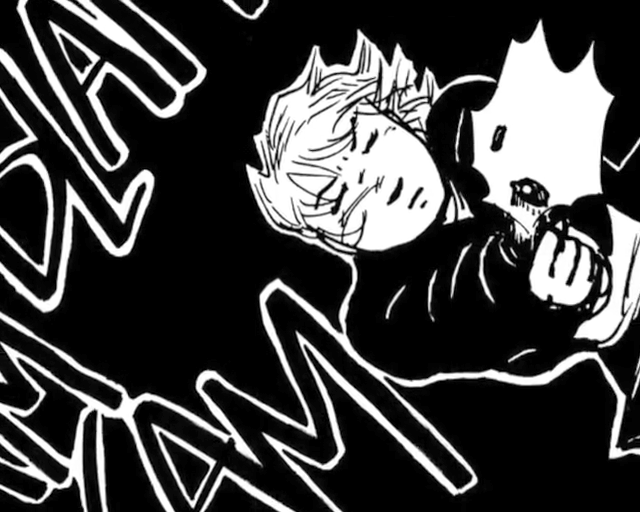
Figuren Eva föddes i Elmgrens serie Drivgods. Eva lever ett farligt liv i storstaden men vet att försvara sig.

År 2000 började hon att ge ut fanzin regelbundet. Hennes mest kända fanzinpublikation heter Tunguska, som åren 2000–13 kom ut med i princip ett nummer om året. I Tunguska har Drivgods och efterföljaren Hundön (hittills ett kapitel) publicerats som följetong, men även korthistorier som de med Eva. Olika Eva-serier blev även huvudnummer i andra fanzin såsom Glasregn (2007), Eva (2008) och Asbesthjärtan (2009).

### Album och e-böcker
När den fjärde Eva-serien, "Glasregn", var avslutad, tänkte Tinet Elmgren ge ut alla Eva-historierna som samlingsutgåva på eget förlag. I samma veva fick förläggaren Horst Schröder på Epix syn på serierna och ville samla dem i ett album. Dock bad han Elmgren färdigställa ytterligare några avsnitt först. År 2009 gavs samlingsalbumet Eva: Asbesthjärtan ut på Epix. Boken samlar sju historier som tidigare publicerats i Elmgrens olika fanzin.

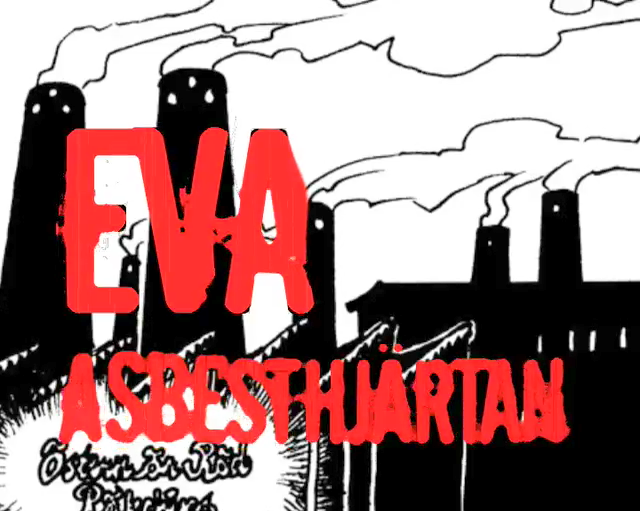
Historierna om den prostituerade Eva och hennes hårda liv i en fiktiv storstad har publicerats på flera språk – och även som e-bok.

Eva har även nått den digitala bokvärlden. Sommaren 2013 kom serienovellen "Elektrisk tsunami" ut som e-bok hos Bonnierägda Mix förlag; historien sas vara den första svenska serienovellen som var specialtecknad och optimerad för läsning på smartmobil. Samma år gav Elmgren själv ut historien i engelsk översättning som pappersfanzinet Electric Tsunamis.
Den mångåriga Tunguska-följetongen Drivgods samlades slutligen 2012 i bokform, då Epix gav ut en nästan 400 sidor tjock samlingsvolym. Denna episka äventyrsberättelse kretsar kring den 16-åriga Wilma med en alkoholiserad far och en mystiskt frånvarande mor, och historien vandrar mellan parallella universum. Det behandlar i sin äventyrsmiljö teman som andra generationens invandrare, arbetarklass och alkoholistbarn. Den definierades av förlaget både som "kärlekshistoria" och "en berättelse om att växa upp och finna sin egen väg – en proletär bildnings(serie)roman i arbetarlitteraturens tradition". Elmgren själv har beskrivit den som en "socialistisk fantasyserie". De första sidorna i berättelsen tecknades när Elmgren själv var 15 år och de sista sidorna 16 år senare – lika många år som huvudfigurens ålder.
Elmgren gav 2013 i egen regi ut en Drivgods-översättning till engelska – under titeln Driftwood. Den innehåller några extra sidor som inte hann komma med i den svenska utgåvan. Senare samma år lät Elmgren trycka boken Flotsam and Jetsam, med kortare sidoberättelser, skisser, utrensat material och bakgrundstexter till serien. Senare kom även en alternativ avslutning till berättelsesviten, hittills bara publicerad som webbserie.

### Senare år
Därefter har Elmgren inlett publiceringen av fortsättningsserien Hundön (engelska: Dog Island). I pappersform har det hittills endast publicerats i ett kapitel, tryckt på svenska i Tunguska #11 och på engelska som webbserie. Därefter har den engelskspråkiga webbserien fram till och med hösten 2020 nått fram till sidan 28.
Det mesta av Tinet Elmgrens serieproduktion har varit relaterat till Drivgods och de seriefigurer som dykt upp i den serien. Hon har dock även gjort ett antal kortare serier i olika ämnen, ofta med antropomorfa grisar. 2016 publicerade Ordbilder Media albumet Sockerärter, en 72 sidor lång historia utspelande sig någonstans i resterna av Ryska federationen efter ett svårt krig. I serien, en svensk originalserie i färg, figurerar antropomorfa grisar som Andrej och hans fru Tjulpán, småodlare av sockerärter och med bittra minnen från kriget. Orter som Astana och Bajkonur nämns under seriens gång. Albumet nominerades senare till Urhunden för 2016 års originalsvenska seriebok.
På senare år har Elmgren mestadels publicerat kortare serier, antingen som webbserier eller i egenutgivna seriefanzin. Det inkluderar 2017 års Christmas in Friedrichshain, med dagboksanteckningar presenterade i serieform. Samma år deltog Elmgren i de internationella tecknarsamarbetena Hourly Comics Day och Inktober. Elmgren deltog även i Hourly Comics Day-projekten 2018 och 2019. 2018 publicerades en samlingsvolym med tio års Hourly Comics Day-tecknande.

### Andra arbeten och åsikter
Elmgren tjänar sitt levebröd som frilansande serietextare och formgivare. Hon har även skrivit för Bild & Bubbla, där hon recenserat fanzin i spalten "Avigserier". Hon bor sedan 2007 i Berlin.
Tinet Elmgren har även uttalat sig för serieskapares villkor. Bland annat gjorde hon det i det omskrivna mangamålet 2010, och hon deltog även i debatterandet på Bokmässan i Göteborg 2011. Politiskt definierar hon sig själv som anarkist.

## Stil och inspirationskällor
Tinet Elmgrens serier präglas både av starka kvinnogestalter och Elmgrens intresse för rysk historia.
Elmgrens Eva/Drivgods kretsar kring samma personer men är olika i stilen. Eva är en betydligt mörkare och grymmare serie än den lättsammare Drivgods, vilket gör att dessa båda "systerserier" inte tycks utspela sig i samma värld. Tinet Elmgren beskriver det själv som att de utspelar sig i "parallella universum". Alla Elmgrens seriefigurer har något av henne själv, har hon sagt, men Eva är mer en person som hon ibland önskar att hon vore.
Bland Tinet Elmgrens främsta inspirationskällor och förebilder återfinns serieskaparna Katsuhiro Ōtomo, Jacques Tardi, Jirō Matsumoto, Hugo Pratt, Jaime Hernandez, Gilbert Hernandez och Dave Sim. Inspiration kommer även från gangsterfilmer, film noir, Hongkong-filmer, regissören Wong Kar-wai och filmskaparen/skådespelaren Jet Li. Våren 2013 presenterade hon Hayao Miyazakis animerade film Porco Rosso vid en specialvisning i Stockholm; både Elmgren och Miyazaki har under sina karriärer återkommande tecknat olika sorters grisar.

## Familj och övrigt

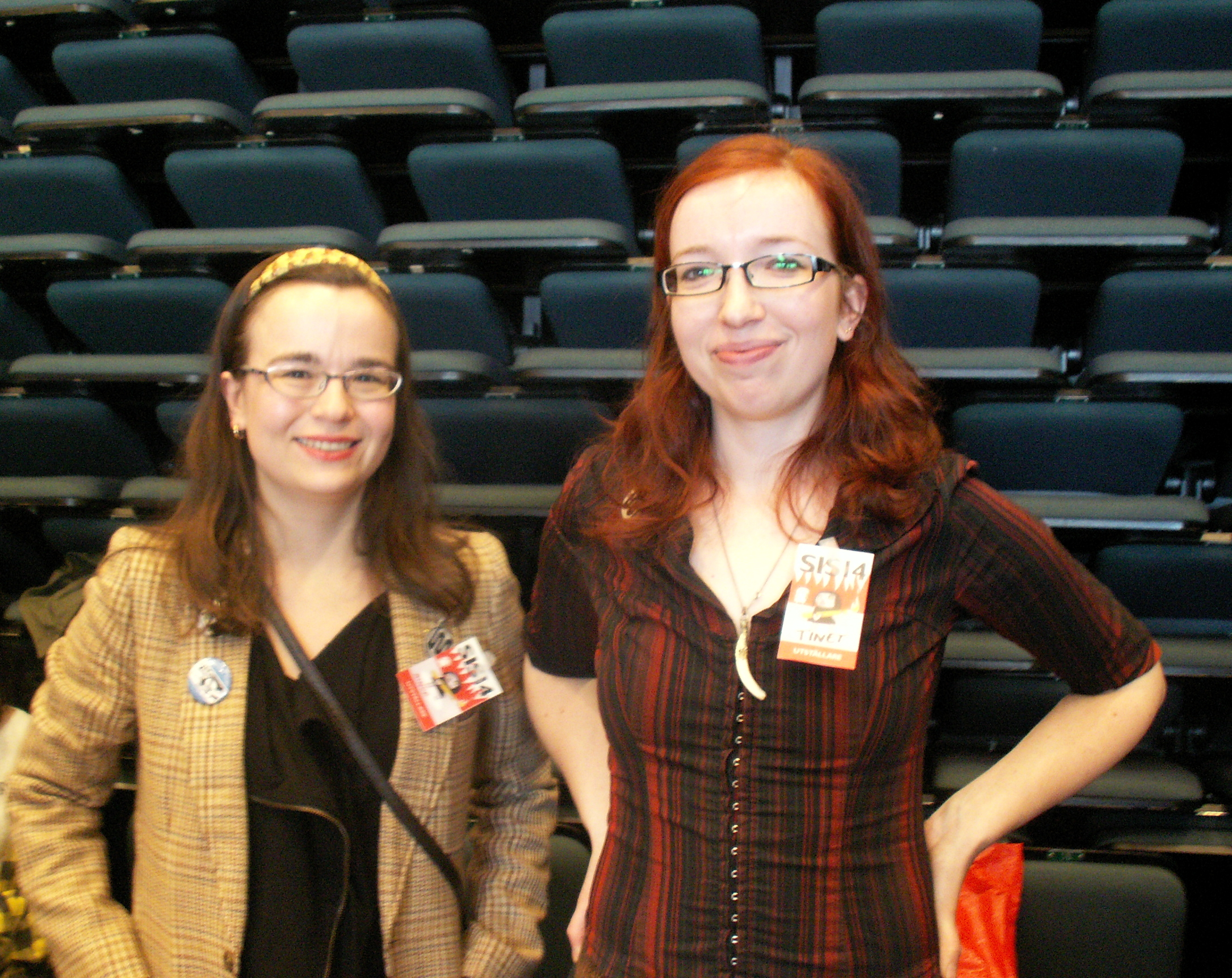
Systern Ainur (t.v. på bilden, från SIS 2014) är doktor i historia.

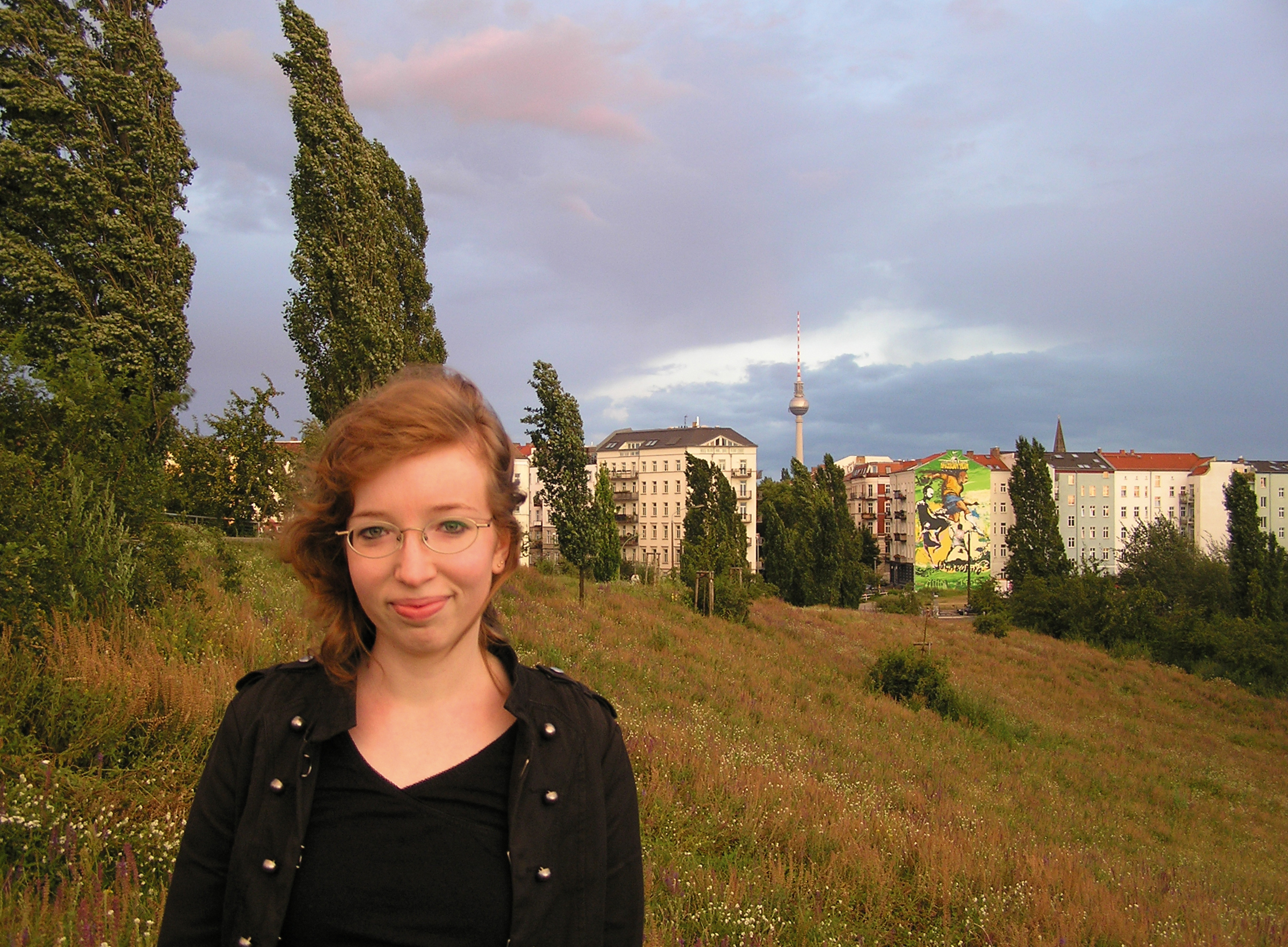
Tinet Elmgren har sedan 2006 varit bosatt i Berlin. Foto från 2009.

Tinet Elmgrens syster Ainur Elmgren, doktor i historia och knuten till Helsingfors universitet, är även hon aktiv som serieskapare. Liksom Ainur har också Tinet Elmgren ett gediget intresse av historia. Deras far är den finländske före detta ishockeyspelaren Deniz Bavautdin, som är finländsk tatar. Tinet Elmgren definierar sin härkomst som "1/4 tatar, 1/8 rom och resten finska".
Tinet Elmgren flyttade efter uppväxten till Berlin. Där har hon sedan 2006 främst livnärt sig som frilansande formgivare och textare för olika serieförlag.

### Seriealbum
- Eva (delvis ursprungspublicerad i Tunguska):
  - 2009 – Eva: Asbesthjärtan, Epix, 176 sidor. ISBN 978-91-7089-093-2
  - 2014 –  Elektrisk tsunami : grafisk novell [Elektronisk resurs]. Mix Förlag. ISBN 9789186845698
- Drivgods (publicerad i Tunguska sedan 2000):
  - 2012 – Drivgods, Epix, 385 sidor. ISBN 978-91-7089-522-7
    - 2013 – Driftwood, Elmgren, 392 sidor. ISBN 978-91-981255-0-4 (engelska)

  - 2014 – Flotsam and Jetsam, Elmgren, 212 sidor. ISBN 978-91-981255-1-1 (engelska)
- 2016 – Sockerärter, Ordbilder, 80 sidor färg. ISBN 9789185269402
- 2018 – 10 Years of Hourly Comics, 108 sidor. ISBN 978-91-981255-2-8 (engelska)

### Fanzin
Tunguska
- 2000 – Tunguska nr 0
- 2001 – Tunguska nr 1
- 2002 – Tunguska nr 2
- 2003 – Tunguska nr 3
- 2004 – Tunguska nr 4
- 2005 – Tunguska nr 5
- 2006 – Tunguska nr 6
- 2008 – Tunguska nr 7
- 2010 – Tunguska nr 8
- 2011 – Tunguska nr 9
- 2012 – Tunguska nr 10
- 2013 – Tunguska nr 11

Fanzin om Eva
- 2007 – Glasregn
- 2008 – Eva (tyska)
- 2008 – Briefträgerblues (tyska)
- 2009 – Asbesthjärtan (samma år även på engelska under titeln Asbestos Hearts och året därpå[30] på tyska som Asbestherzen)
- 2013 – Electric Tsunamis (engelska)
- 2013 – Eva – She's a Killing Machine (engelska)

- Eva – Glasregen (tyska)
- Eva – Lippen als Blei (tyska)
- Eva – Jeder zweite Dienstag (tyska)

Övriga fanzin
- 2006 – Die Kompassrose (tyska) (samma år även på svenska som Kompassrosen)
- 2011 – White Nights (engelska)
- 2011 – The Muggers (engelska) (2012 även på tyska och polska under samma titel)
- 2012 – Hourly Comics Day 2012 (engelska)
- 2013 – Driftwood #7 & Driftwood #8 (engelska)
- 2013 – My Garden and Some of Those I Share It with (engelska)
- 2014 – The Slow and the Relentless (engelska)
- 2017 – Christmas in Friedrichshain (engelska)

### Övriga publiceringar
- 2012 – Swedish Comic Sin 3, Nattserier (Lund). ISBN 9789163364938 (engelska) (bidrag i antologi)
- 2013 – C'est Bon Anthology, Vol. 24, Hair, C'est Bon Kultur. ISBN 9789197957076 (engelska) (bidrag i antologi[31])
- 2015 – Hunger Will Drive The Piggy Home (engelska) (diktsamling)